# NGC 7727
NGC 7727 је спирална галаксија у сазвежђу Водолија која се налази на NGC листи објеката дубоког неба.
Деклинација објекта је - 12° 17' 34" а ректасцензија 23h 39m 53,7s. Привидна величина (магнитуда) објекта NGC 7727 износи 10,6 а фотографска магнитуда 11,6. Налази се на удаљености од 23,3000 милиона парсека од Сунца. NGC 7727 је још познат и под ознакама MCG -2-60-8, VV 67, ARP 222, IRAS 23367+2651, PGC 72060.